# Marco Airosa
Marco Airosa   (Luanda, 6 d'agost de 1984) és un exfutbolista angolès de la dècada de 2000.
Fou internacional amb la selecció de futbol d'Angola.
Pel que fa a clubs, destacà a CD Nacional i AEL Limassol.